# محمية جزر تيران وصنافير
محمية جزر تيران وصنافير هي محمية طبيعية سعودية وتقع على خليج العقبة.

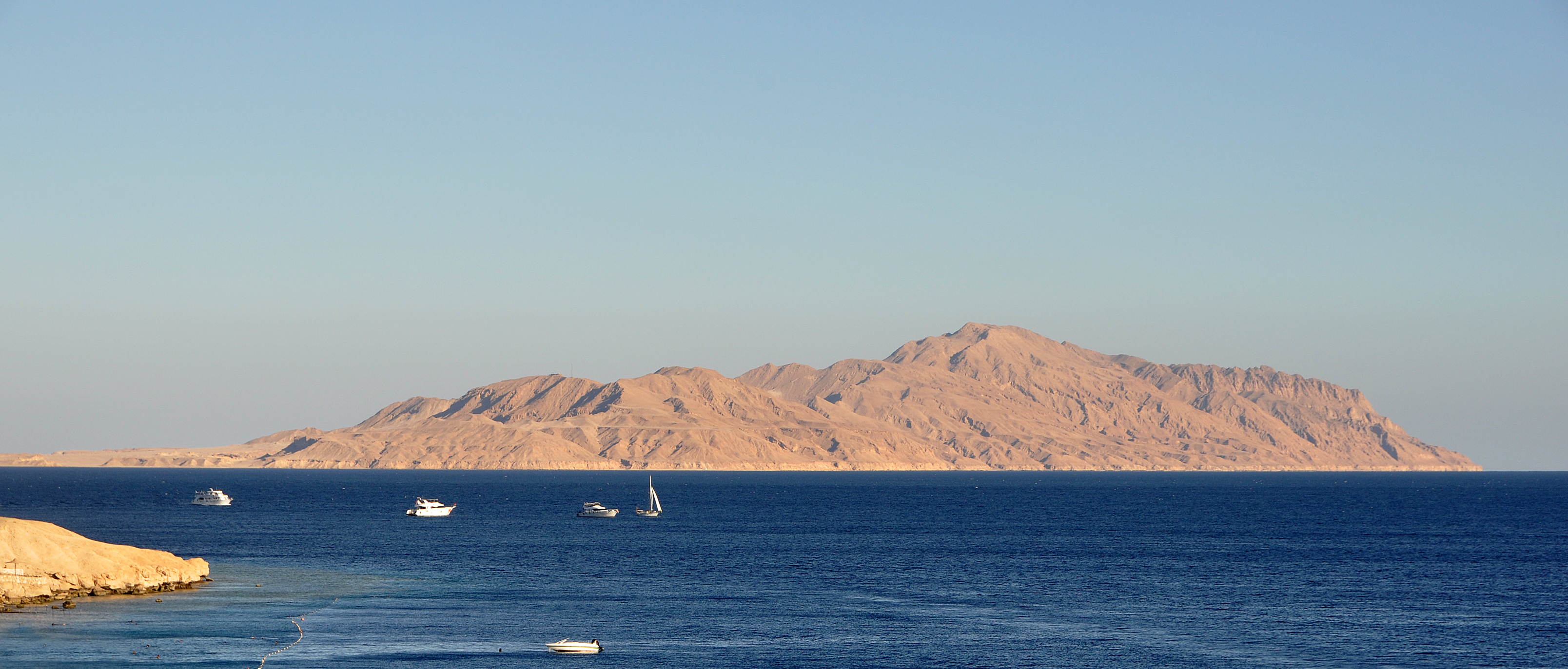
جزيرة تيران

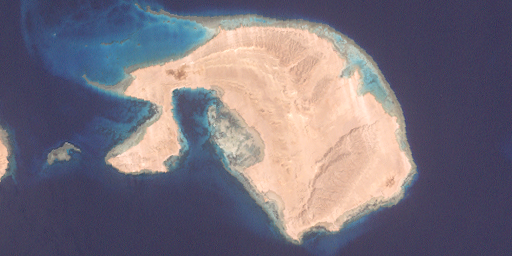
جزيرة صنافير

## أنظر أيضًا
- قائمة المناطق المحمية في السعودية